# Ястребково
Ястребко́во (до 1945 года Теме́ш-Ваку́ф; укр. Яструбкове; крымскотат. Temeş Vaqıf, Темеш Вакъыф) — исчезнувшее село в Сакском районе Республики Крым (согласно административно-территориальному делению Украины — Автономной Республики Крым), располагавшееся в восточной часи района, в степной зоне Крыма, примерно в 1,5 км восточнее современного села Червонное.

### Динамика численности населения
| - 1889 год — 60 чел. - 1892 год — 51 чел. - 1900 год — 108 чел. | - 1915 год — 122/13 чел. - 1926 год — 177 чел. - 1939 год — 178 чел. |

## История
Впервые в исторических документах поселение, как Джанкой-Вакуф, встречается в «Памятной книге Таврической губернии 1889 года», согласно которой, в деревне Сакской волости Евпаторийского уезда, числилось 11 дворов и 60 жителей. На верстовой карте 1890 года в деревне обозначено 12 дворов с татарским населением.
Согласно «…Памятной книжке Таврической губернии на 1892 год», уже на хуторе Темеш-вакуф, входившем в Юхары-Джаминский участок, был 51 житель в 10 домохозяйствах.
Земская реформа 1890-х годов в Евпаторийском уезде прошла после 1892 года, в результате Темеш-Вакуф отнесли к Камбарской волости. По «…Памятной книжке Таврической губернии на 1900 год» в деревне Джамиш (Темеш-Вакуф), входившей в Такильское сельское общество, числилось 108 жителей в 20 дворах. По Статистическому справочнику Таврической губернии. Ч.II-я. Статистический очерк, выпуск пятый Евпаторийский уезд, 1915 год, в деревне Джамит (Темеш-Вакуф) Камбарской волости Евпаторийского уезда числилось 34 двора с татарским населением в количестве 122 человека приписных жителей и 13 — «посторонних», из которых 73 мужчины и 62 женщины. Жители землёй не владели, в хозяйствах имелось 86 лошадей, 2 вола, 2 коры и 225 голов мелкого скота.
После установления в Крыму Советской власти, по постановлению Крымревкома от 8 января 1921 года была упразднена волостная система и село включили в состав вновь созданного Сарабузского района Симферопольского уезда, а в 1922 году уезды получили название округов. 11 октября 1923 года, согласно постановлению ВЦИК, в административное деление Крымской АССР были внесены изменения, в результате которых был ликвидирован Сарабузский район и образован Симферопольский и село включили в его состав. Согласно Списку населённых пунктов Крымской АССР по Всесоюзной переписи 17 декабря 1926 года, в селе Темеш-вакуф, в состав упразднённого к 1940 году Ашага-Джаминского сельсовета Симферопольского района, числилось 35 дворов, все крестьянские, население составляло 177 человек, все татары. Постановлением президиума КрымЦИК от 26 января 1935 года «Об образовании новой административной территориальной сети Крымской АССР» был создан Сакский район и село включили в его состав, видимо, тогда же определив центром сельсовета, поскольку на 1940 год он уже существовал. По данным всесоюзной переписи населения 1939 года в селе проживало 178 человек.
Указом Президиума Верховного Совета РСФСР от 21 августа 1945 года Темеш был переименован в Ястребково и Темеш-Вакуфский сельсовет — в Ястребковский. С 25 июня 1946 года в составе Крымской области РСФСР, а 26 апреля 1954 года Крымская область была передана из состава РСФСР в состав УССР. Время упразднения сельсовета пока не установлено: на 15 июня 1960 года село числилось в составе Новодмитриевского сельсовета. Указом Президиума Верховного Совета УССР «Об укрупнении сельских районов Крымской области», от 30 декабря 1962 года Ястребково присоединили к Евпаторийскому району. 23 октября 1963 года центр сельсовета перенесён в Орехово, в который включили Ястребково. 1 января 1965 года, указом Президиума ВС УССР «О внесении изменений в административное районирование УССР — по Крымской области», вновь включили в состав Сакского. Ликвидировано в период с 1968 года, когда Ястребково ещё записано в составе Ореховского сельсовета и 1977, когда уже значилось в списках упразднённых.